# Найда Олександр-Михайло Степанович
Олександр-Михайло Степанович Найда (15 вересня 1893 року, м. Чернівці, Герцогство Буковина, Австро-Угорщина — 1920 рік, Біле море, РСФРР) — громадський діяч, поручник УГА.

## Життєпис
Народився в м. Чернівці в родині рахункового урядовця магістрату, згодом рахункового ревізора та рахункового радника і українського громадського діяча Степана Найди, що мешкав за адресою вул. Руська, 67, згодом вул. Руська,15 та  Кучурівська, 11а.
В 1902/1903 навчальному році навчався в підготовчому класі 2-ї Чернівецької державної українсько-німецької гімназії, в 1903/4 — 1910/11 навчальних роках пройшов тут повний курс гімназійного навчання і влітку 1911 р. склав матуральні іспити.
Член української молодіжної команди Чернівців з футболу в 1909 р., чию визначну техніку гри в матчі з польською збірною 20.06.1909 р. та блискучу гру як нападника в матчі з єврейською збірною 01.10.1909 р. відзначала чернівецька преса. В наступних роках обслуговував матчі футбольного чемпіонату Чернівців як кваліфікований арбітр.
З 1911 р. студент юридичного факультету Чернівецького університету. Один з засновників 21.12.1913 р. (разом з К. Купчанком та А. Циґанеком) українського академічного козацтва «Чорноморе», член його правління в 1913—1914 рр. В зимовому семестрі 1913—1914 р. правління козацтва «Чорноморе» складалося виключно з майбутніх старшин УГА — Августина Циґанека, Михайла Горна, Олександра Найди, Корнеля Купчанка.
Виконавець українських танців (разом з майбутніми старшинами УГА О. Драґаном та М. Гарасом) в балетному дивертисменті «Танці в картинах», влаштованому «Товариством друзів мистецтва на Буковині» в травні 1913 р.
Військову службу розпочав як кадет резерву 2-ї компанії 41-го (Буковинського) полку піхоти крайової оборони. В 1915 р. отримав вогнепальне поранення правої гомілки в 1915 р., яке лікував в військовому шпиталі м. П'єштяни (тепер Словаччина).
01.01.1916 р. іменований лейтенантом резерву, 01.05.1918 р. оберлейтенантом резерву 41-го полку піхоти. Нагороджений бронзовою медаллю за військові заслуги «Signum Laudis» з мечами на стяжці хреста за військові заслуги та срібною медаллю за мужність другого класу.
Командир організованого 08.12.1918 р. 3-го похідного куреня 24 полку піхоти ім. Гетьмана Петра Дорошенка, який 15.12.1918 р. склав присягу на вірність українській державі на площі Ринок в Коломиї, а 16.12.1918 р. рушив на Львів. 3/24 курінь воював у складі групи «Старе село» (командир сотник О. Микитка), відбивши від поляків села Велику і Малу Солонки, а 27.12.1918 р. зазнавши невдачі в атаці на с. Сокільники.
Важко захворів і в кінці грудня 1918 р. мусів відійти до шпиталю. З 29.12.1918 р. 3/24 курінь перейшов як резерв на відтинок фронту «Козельники», у січні 1919 р. увійшов до складу новосформованої 2-ї (Коломийської) бригади УГА з осідком в с. Зубра під Львовом, яка після переходу за Збруч  увійшла до армійської групи генерала А. Кравса в поході УГА на Київ, а під час реорганізації ЧУГА весною 1920 р. була реорганізована в 2-ий полк піхоти у складі 3-ї бригади ЧУГА.
Наприкінці квітня 1920 р. арештований більшовиками в числі великої групи старшин УГА та ув'язнений в концтаборі Кожухів під Москвою. 16.06.1920 р. етапований із концтабору Кожухів до Архангельська і далі Білим морем на Соловки. У дорозі за наказом ВЧК баржу з в'язнями затоплено в відкритому морі. В числі відомих на сьогодні замордованих 135-и старшин УГА числився і «Найда Олексій Степанович, поручник».
У літературі помилково іменується Олексієм або Омеляном Найдою.